# Mathias Millesi
Mathias Millesi, auch Johann Mathias Edler von Millesi (* 22. Dezember 1842 in Völkendorf, Bezirk Villach; † 19. Juli 1929 in Villach), war Gutsbesitzer und Abgeordneter zum Österreichischen Abgeordnetenhaus.

## Leben
Mathias Millesi war Sohn des Gutsbesitzers Johann Edler von Millesi († 1873). Nach dem Besuch einer Handelsschule arbeitete er zunächst in Handelshäusern in Triest. Danach wurde er Vertreter österreichischer landwirtschaftlicher Produkte und Industrieprodukte im Ausland. Von 1866 bis 1882 war er Vertreter der Schiffswerft Stabilimento Tecnico Triestino in Ägypten. Seit 1873 war er Besitzer und seit 1882 bewirtschaftete er das Gut Werthenau in Völkendorf. Er hatte als Schriftsteller und Dramatiker das Pseudonym Hans von Werthenau.
Er war römisch-katholisch und seit 1893 verheiratet mit Paula (Pauline) Martinak, mit der er eine Tochter und einen Sohn hatte.

## Politische Funktionen
Mathias Millesi war ab 1903 Bürgermeister von St. Martin (heute Stadt Villach).
Er war vom 27. März 1897 bis zum 7. September 1900 Abgeordneter des Abgeordnetenhauses im Reichsrat (IX. Legislaturperiode), Kronland Kärnten, Kurie Großgrundbesitz.

## Klubmitgliedschaften
Mathias Millesi war Mitglied beim Verband der Deutschen Volkspartei.